# Бачіашвілі Нодар Георгійович
Нодар Георгійович Бачіашвілі (рос. Нодар Георгиевич Бачиашвили; нар. 1 лютого 1951, Тбілісі) — радянський футболіст. Нападник, виступав за дублюючий склад «Динамо» (Тбілісі), «Карпати» (Львів), СК «Луцьк» і «Металіст» (Харків).
Мешкає в Харкові.